# Lee Cheong-jun

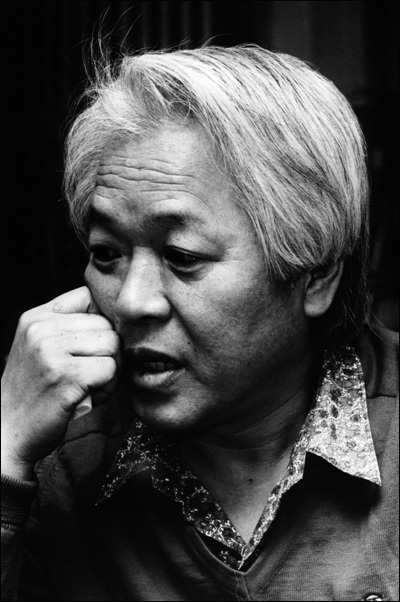
Lee Cheong-jun

Lee Cheong-jun (auch Yi Chŏng-jun; * 9. August 1939 in Changhŭng, Unterprovinz Zenra-nandō, Provinz Chōsen, damaliges Japanisches Kaiserreich, heutiges Südkorea; † 31. Juli 2008 in Seoul, Südkorea) war ein südkoreanischer Autor.

## Leben
Lee Cheong-jun absolvierte sein Studium in Germanistik an der Seoul National University. 
1965 veröffentlichte er seinen ersten Kurzroman Entlassung aus dem Krankenhaus (퇴원), mit dem er den Sasanggye Preis für Nachwuchsautoren gewann. Viele seiner Werke wurden verfilmt, wie z. B. Die Insel Iŏ (이어도; 1977) von Regisseur Kim Ki-young, Sŏp'yŏnje (서편제; 1993) von Im Kwon-taek und Secret Sunshine (밀양; 2007) von Lee Chang-dong. Lee Cheong-jun starb im Alter von 68 Jahren an Lungenkrebs. Er schrieb mehr als 100 Kurzgeschichten und 13 Romane. Lee gilt als einer der einflussreichsten Autoren Südkoreas und gewann mehrere Preise. Seine Arbeiten wurden in zahlreiche Sprachen übersetzt, darunter Englisch, Deutsch, Französisch, Türkisch, Japanisch, Chinesisch und Spanisch.

## Werke

### Koreanisch (Auswahl)
- 퇴원 (Entlassung aus dem Krankenhaus) (1965)
- 병신과 머저리 (Der Hohlkopf und der Narr) (1966)
- 굴레 (Fesseln) (1966)
- 석화촌 (Das Austern-Dorf) (1968)
- 매잡이 (Falkenjagd) (1968)
- 침몰선 (Das versunkene Schiff) (1968)
- 소문의 벽 (Die Gerüchtemauer) (1971)
- 조율사 (Stimmer) (1972)
- 들어보면 아시겠지만 (Wenn sie das hören, wissen sie zwar Bescheid ...) (1972)
- 떠도는 말들 (Gerüchte) (1973)
- 이어도 (Die Insel Iŏ) (1974)
- 낮은 목소리로 (Mit tiefer Stimme) (1974)
- 자서전들 쓰십시다 (Schreiben wir Autobiographien!) (1976)
- 서편제 (Sŏp'yŏnje) (1976)
- 불을 머금은 항아리 (Feuertopf) (1977)
- 잔인한 도시 (Barbarenstadt) (1978)
- 살아있는 늪 (Lebendes Moor) (1979)
- 별을 보여 드립니다 (Ich zeige dir die Sterne) (1971)
- 가면의 꿈 (Traum einer Maske) (1975)
- 당신들의 천국 (Euer Paradies) (1976)
- 예언자 (Der Prophet) (1977)
- 춤추는 사제 (Der tanzende Priester) (1979)
- 흐르지 않는 강 (Der Fluss, der nicht fließt) (1979)
- 따뜻한 강 (Der warme Fluss) (1986)
- 자유의 문 (Die Tür zur Freiheit) (1989)
- 눈길 (Schneeweg) (2001)
- 선생님의 밥그릇 (Dei Reisschüssel des Lehrers) (2002)

### Verfilmungen
- 나는 행복합니다 (Ich bin glücklich) 2008
- 천년학 (Tausend Jahre) 2007
- 밀양 (Miryang) 2007
- 축제 (Das Fest) 1996
- 서편제 (Sŏp'yŏngje) 1993
- 낮은 대로 임하소서 (Bitte kümmert euch um eure Untergebenen) 1981
- 이어도 (Die Insel Iŏ) 1977
- 석화촌 (Das Austern-Dorf) 1972

### Übersetzungen

#### Deutsch
- Die Feuerfrau und andere Erzählungen. Residenz-Verlag, Salzburg, Wien 1998, ISBN 3-7017-1108-9
- Der Hase im Wasserpalast oder wie es zugeht auf der Welt. Ein koreanisches Märchen. Edition Kappa, München, Wien 2000, ISBN 3-932000-47-1
- Das geheime Feuerfest. Erzählungen. Pendragon, Bielefeld 2000, ISBN 3-929096-80-3
- Nolbu hat viele Lehrer oder: zweierlei Menschen. Eine altkoreanische Volksdichtung neu erzählt. Edition Peperkorn, Thunum 2001, ISBN 3-929181-40-1
- Sim Ch'ŏng hat gute Beziehungen. Eine altkoreanische Volksdichtung neu erzählt. Edition Peperkorn, Thunum 2001, ISBN 3-929181-41-X
- Brutale Stadt. Zwei Erzählungen. Haag und Herchen, Frankfurt am Main 2002, ISBN 3-89846-124-6
- Die Trauerfeier. Horlemann, Bad Honnef 2002, ISBN 3-89502-154-7
- Der doppelte Ong oder: die verzauberte Strohpuppe. Eine altkoreanische Volksdichtung neu erzählt. Edition Peperkorn, Thunum 2003, ISBN 3-929181-51-7
- Die Suche nach den verlorenen Worten. Eine Einführung in die Sprachsoziologie. Erzählungen. EOS-Verlag, St. Ottilien 2003, ISBN 3-8306-7127-X
- Die Gerüchtemauer. Edition Peperkorn, Thunum 2005, ISBN 3-929181-62-2
- Die weißen Kleider. Roman. Iudicium, München 2005, ISBN 3-89129-887-0
- Euer Paradies. Roman. Edition Peperkorn, Thunum 2007, ISBN 978-3-929181-75-3

#### Englisch
- The Snowy Road and Other Stories (단편소설선 <눈길>)
- This Paradise of Yours (당신들의 천국)
- The Prophet and Other Stories (이청준 소설선 <예언자> 외)
- Seopyeonje (서편제)
- The Cruel City and Other Korean Short Stories (한국대표단편선(2))

## Auszeichnungen
- 1968: 동인문학상 (Tongin-Literaturpreis)
- 1969: 대한민국문화예술상 신인상 (Kultur- und Kunstpreis der Republik Korea in der Kategorie Nachwuchsautoren)
- 1978: 이상문학상 (Yi-Sang-Literaturpreis)
- 1986: 대한민국문학상 (Literaturpreis der Republik Korea)
- 1994:  대산문학상 (Taesan-Literaturpreis)
- 1998: 21세기문학상 (Literaturpreis des 21. Jahrhunderts)
- 2004: 대한민국 문화예술상 (Kunst- und Kulturpreis der Republik Korea)
- 2007: 제비꽃 서민 소설상 (Veilchen-Preis für Prosaliteratur)
- 2007: 호암상 예술상 (Ho-Am-Preis)
- 2008: 금관문화훈장 (Orden für kulturelle Verdienste in Gold)